# Nihondaira
Nihondaira (日本平) est un endroit pittoresque situé dans l'arrondissement Shimizu-ku de la ville de Shizuoka au Japon.

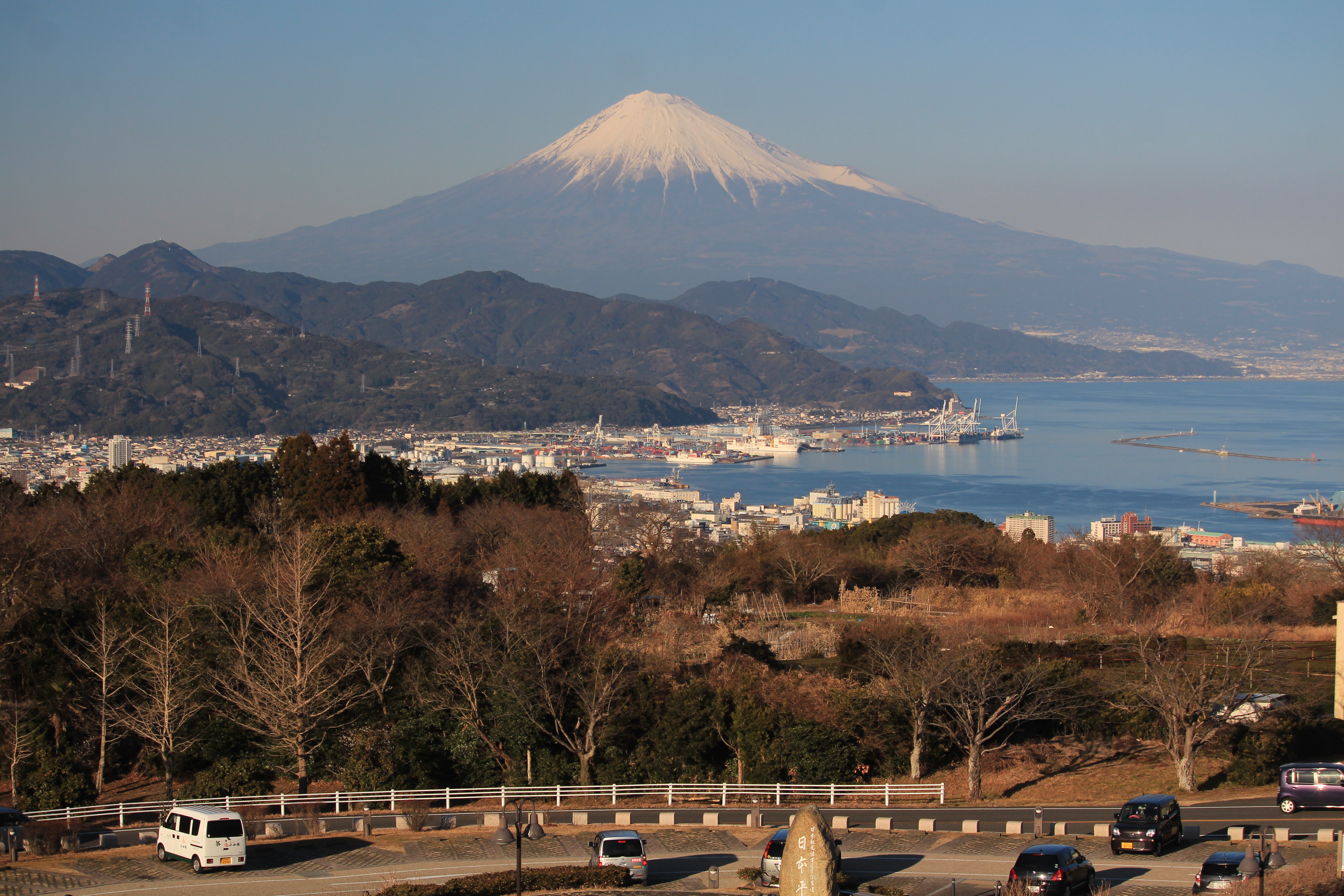
Le mont Fuji et le port de Shimizu vus de Nihondaira

Plateau situé au centre de la ville de Shizuoka avec une altitude maximum de 308 m, Nihondaira est célèbre pour les vues qu'il offre sur le mont Fuji, la péninsule d'Izu, les Alpes du Sud du Japon, le port de Shimizu et la baie de Suruga. Il a été choisi par le Tokyo nichi nichi shinbun et le Mainichi shinbun pour faire partie des 100 plus beaux paysages du Japon en 1927.
Le téléphérique de Nihondaira relie Nihondaira au Kunōzan Tōshō-gū en 5 minutes. La région donne son nom à l'équipe locale de football, Shimizu S-Pulse du championnat du Japon de football, qui joue au stade du parc Nihondaira.